# Steve Harwell
Steven Scott "Steve" Harwell (Santa Clara, 9 de janeiro de 1967 - Boise, Idaho, 4 de setembro de 2023) foi um músico americano, conhecido por ter sido o vocalista da banda Smash Mouth, da qual fez parte até 2021. Ele e o baixista Paul De Lisle eram os dois membros mais antigos do grupo até à aposentadoria de Harwell enquanto músico, em 2021.

## Carreira
Greg Camp formou a banda Smash Mouth com Harwell, Kevin Coleman e Paul De Lisle. Antes disso, Harwell era um rapper no grupo F.O.S. (sigla para "Freedom of Speech").
Harwell foi um membro do elenco de destaque na sexta temporada do reality show do canal americano VH1 The Surreal Life, em 2006.  Ele apareceu em outros programas de televisão e rádio, além de fazer uma participação especial no filme Rat Race, de 2001. Ele também gravou duas músicas ("Beside Myself" e "Everything Just Crazy") para o filme de animação sul-coreano Pororo, the Racing Adventure, de 2013. 
Em 2010, ele apareceu no programa Diners, Drive-Ins and Dives, da Food Network, no restaurante Meal Ticket. 

## Vida pessoal
Harwell frequentou o colégio Prospect High School, em Saratoga, na Califórnia.
O filho de seis meses de idade de Harwell, Presley Scott Harwell, morreu em julho de 2001 de leucemia linfocítica aguda. Posteriormente, Harwell criou um fundo de pesquisa médica em nome de Presley.
Em 27 de agosto de 2016, durante um show com os Smash Mouth em Urbana, Illinois, Harwell caiu no palco e foi levado de ambulância para o hospital. A banda completou a apresentação sem ele, com De Lisle assumindo os vocais.
Se aposentou em 2021, após sérios problemas de saúde, sendo substituído na banda por Zach Goode. 

## Morte
Em 3 de setembro de 2023 foi dada a notícia que Harwell estaria com insuficiência hepática em estágio terminal. O empresário do cantor disse que Harwell estaria recebendo cuidados paliativos em casa e que teria uma expectativa de vida de apenas alguns dias, mas já no dia seguinte, ele faleceu, aos 56 anos,  após um grave caso de insuficiência hepática.